# Hochhaide
Die Hochhaide ist ein 2363 m ü. A. hoher Berg in den Rottenmanner Tauern, einer Gebirgskette in der Steiermark. Der Gipfel liegt an der Gemeindegrenze von Rottenmann und Trieben.
Der Ausgangspunkt für den Aufstieg auf die Hochhaide ist das Gasthaus Stadtwald in Rottenmann bzw. der Parkplatz bei der Materialseilbahn zur Rottenmanner Hütte. Die Dauer des Aufstiegs vom Stadtwald aus beträgt etwa dreieinhalb Stunden, von der Materialseilbahn aus etwas mehr als zweieinhalb. Meist geht man über die Singsdorfer Alm auf die Hochhaide, von dort aus können dann noch vier weitere Gipfel bestiegen werden: Moserspitz (2230 m), Diewaldgupf (2125 m), Seegupf (2011 m) im Zuge der Überschreitung zur Hochhaide und Stein am Mandl (2043 m).
Der Dreisteckengrat verbindet die Hochhaide über den Dreistecken (2382 m) und die Sonntagskarspitze (2350 m) mit dem Großen Bösenstein (2448 m) im Süden.